# مانگوکولوهور سیتی
مانگوکولوهور سیتی (به لاتین: Mangkuluhur City) یک ساختمان در اندونزی است که در جاکارتا واقع شده‌است.